# Ibargoiti
Ibargoiti – gmina w Hiszpanii, w Nawarze, o powierzchni 54,34 km². W 2011 roku gmina liczyła 237 mieszkańców.